# Scolopendra viridipes
Scolopendra viridipes är en mångfotingart som beskrevs av Dufour 1820. Scolopendra viridipes ingår i släktet Scolopendra och familjen Scolopendridae. Inga underarter finns listade i Catalogue of Life.